# Буковец (Кошице-околина)
Буковец (слч. Bukovec) насељено је мјесто са административним статусом сеоске општине (слч. obec) у округу Кошице-околина, у Кошичком крају, Словачка Република.

## Становништво
| Година:    | 1994. | 2004.    | 2014. | 2024.   |
| ---------- | ----- | -------- | ----- | ------- |
| Број људи: | 594   | 700      | 805   | 881     |
| Разлика:   |       | +17,84 % | +15 % | +9,44 % |

| Година:    | 2023. | 2024.   |
| ---------- | ----- | ------- |
| Број људи: | 856   | 881     |
| Разлика:   |       | +2,92 % |

Према подацима о броју становника из 2011. године насеље је имало 790 становника.